# Sándor Kálmán (író)
Sándor Kálmán, született Schőn Kálmán (Újpest, 1903. január 14. – Budapest, 1962. december 24.) Kossuth-díjas (1953) és József Attila-díjas (1950, 1951)  író, újságíró. Írói nevei: Sereghy Kálmán, Seregi Károly.

## Életrajz
Schőn Miksa (1862–1915) könyvelő, magánhivatalnok és Berger Anna gyermekeként született. Iskoláit Budapesten végezte. Diákként tagja volt a Galilei Körnek. A Tanácsköztársaság bukása után, 1920-ban Bécsbe ment. Pár hónapos bécsi tartózkodását követően hazatért; kereskedelmi levelező, majd könyvelő lett. Részt vett a szocialista diákok illegális tanulóköreinek munkájában.
1926-ban Párizsban az École des Hautes Études Sociales hallgatója volt barátjával, József Attilával együtt. 1927-ben hazatért és újságírással foglalkozott. Szépírói munkásságát 1929-ben kezdte. A Nyugat, a Népszava és a Pesti Napló közölték elbeszéléseit, esszéit. A 30-as években írt regényei a munkásság és a kispolgárság nyomoráról és elesettségéről festenek vádoló képet.

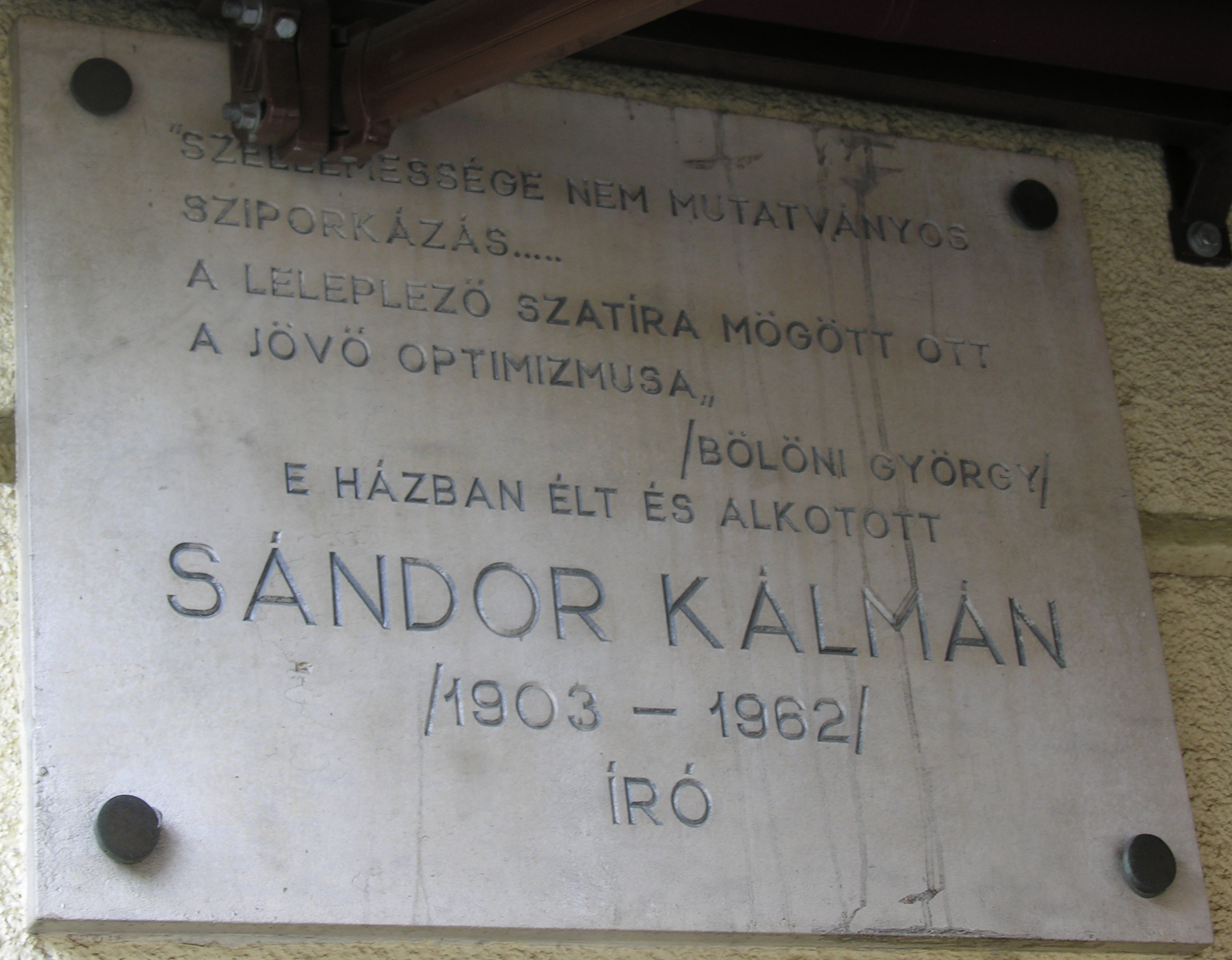
Sándor Kálmán emléktáblája egykori lakhelyén, a Szent István körút 9. szám alatt

1944 októberében a dachaui koncentrációs táborba deportálták, ahol súlyosan megbetegedett. A tábor felszabadítása után súlyos tüdőbajjal került az amerikai zónában levő gautingi szanatóriumba, ahonnan 1946 októberében tért vissza Budapestre. Komoly szerepet játszott az 1945 utáni szocialista irodalmi életben. Írásművészete ekkor bontakozott ki erőteljesebben. Az ötvenes évek második felében csupán néhány publicisztikai cikket és novellát írt.
Felesége Thury Zsuzsa írónő volt.

## Munkássága
Regényeiben, novelláiban, publicisztikájában a polgári társadalom ellen lázad, a Horthy-rendszer indulatos leleplezésére vállalkozik. Korábbi műveiben az életből mindjobban kiszoruló kisember sorsával foglalkozik; hősei munkanélküliek, ágyrajárók, kétes és lecsúszott egzisztenciák; színhelyei albérletek, fővárosi udvarok, mocskos kórtermek. Történetei naturalisztikus tárgyiassággal vagy groteszk fintorokkal előadott emberi tragédiák.
Írásainak egy másik csoportja szatíra. Ezekben a magyar polgári társadalom legfelsőbb köreiről készít megsemmisítő torzképeket. A legsoványabb tehén esztendejének előszavában önkritikus hangon beszélt arról, hogy művei általában nélkülözik a történelmi perspektívát. Ennek biztosítékát, a társadalomábrázolás rendezőelvét a marxizmusban vélte megtalálni.
1953-ban Kossuth-díjat kapott az A harag napja című drámájáért, amelyben a Tanácsköztársaság emlékét idézi meg. Sándor Kálmán színdarabja egy Nógrád megyei faluban játszódik, ahova egyetlen nap leforgása alatt először a Vörös Hadsereg, majd a "fehérek", azaz az ellenforradalom csapatai vonulnak be. A kétszeres uralomváltás kusza, nehezen átlátható körülményei vérbeli drámai szituációt eredményeznek: az írónak remek alkalma nyílik rá, hogy a különböző társadalmi és lélektani típusok határhelyzetekben tanúsított magatartását górcső alá vegye. A Magyar Néphadsereg Színházának előadásában ez volt a Magyar Rádióban az első eredeti szereposztásban és rendezésben stúdióban felvett színházi előadás.

## Életművének értékelése
A kritika már a szocialista időkben felismerte, hogy Sándor Kálmán az intellektuális szatírának egészen sajátos, csakis rá jellemző változatát teremtette meg. Erős drámaiságát és jelképiségre való törekvését is értékelték.
Akkoriban a Szégyenfa című regényét tekintették a főművének. E mű a Tanácsköztársaság bukását követő véres eseményeknek állít emléket társadalomkritikai éllel, baloldali szemlélettel.
Napjaink irodalmi közízlése Sándor Kálmánban inkább a nagy szatirikust méltányolja. Egészen egyéni ízű, vitriolos humorára fogékony.
Mai felfogásunk szerint az életműből kimagaslik az önéletrajzi ihletésű Tolvajok kertje (1949) című regénye. Hőseinek, a dachaui koncentrációs tábor szörnyűségeit átélt és onnan megszabadult kisembereknek mind a gondolkodásmódjában, mind a viselkedésében dominálnak a groteszk elemek.
Sándor Kálmán az amerikai megszállási zónában szanatóriumba került volt deportáltak közül néhány alakot ugyan pozitív tulajdonságokkal ruház fel, a többségüket viszont kíméletlen szatírával figurázza ki. Rámutat, hogy a szanatóriumban – amiként magának a regénynek a címe is utal rá – véges-végig csalással és üzleteléssel töltik napjaikat, úgy áthatja őket a szerzésvágy, hogy még a volt nácikkal se átallnak csencselni.

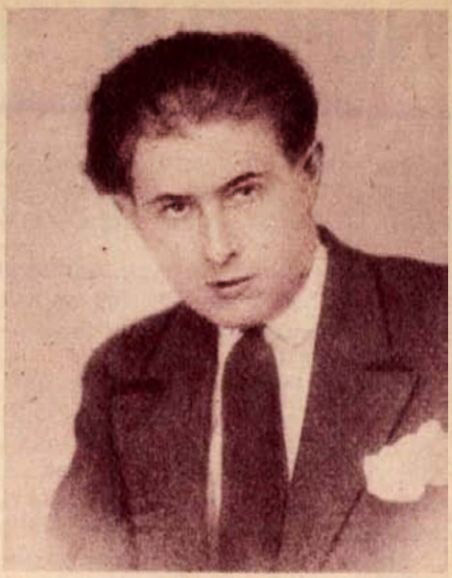
Sándor Kálmán a Tolnai Világlapjában (1935)

Természetesen mai szemmel a regényben itt-ott feltűnő, az író felfogását tükröző kommunista agitprop-szövegek már kissé hiteltelenek. Ez sem változtat azonban azon, hogy a Tolvajok kertje a magyar holokausztirodalom vitathatatlan remekműve. (A nemzetközi mezőnyben is megállja a helyét. Unikális a tekintetben, hogy nem a koncentrációs táborban megélt szenvedésekre összpontosít, hanem az azt követő időkre, s humora is megkülönbözteti a hasonló tematikájú művektől.)
Novellisztikájából kiemelendő két olyan novella, amelyre a mai olvasó is erősen rezonál. Az egyik A neandervölgyi főkönyvelő. Cselekménye: egy könyvelő, akinek az apja még a halálos ágyán is a gyarmatáru-cégek évi mérlegeinek készítésével bajlódott, s aki szintén csak a munkájáért: a kettős könyvelésért él, miután kirúgják a munkahelyéről, elmegy az őslénytani múzeumba, lerúgja a talpazatáról az ott kiállított, papírmaséból készült neandervölgyi ősembert, és a helyére áll. Íme! Ő a neandervölgyi főkönyvelő! (Ennek a roppant rövid, ámde annál hatásosabb elbeszélésnek a színvonalát mutatja, hogy Kassák Lajos beválogatta az általa szerkesztett, a Diákkönyvtár-sorozatban megjelenő, Mai magyar elbeszélők címet viselő kötetbe.)
Művészi kvalitásait tekintve Sándor Kálmán szatirikus művei közül kiemelkedik még a Szép lányok sisakban (1947) című elbeszélése is. A nyilas uralom időszakában egy bordélyház lakói állnak csatasorba, hogy megvédjék a számukra kedvező rendszert.  
Művei közül tehát azok bizonyultak a legmaradandóbbaknak, amelyeket két, a Sándor Kálmán-i oeuvre-ben minduntalan fel-felcsillanó írói erény fémjelez: a groteszk cselekményvezetés és a tragikomikus jellemábrázolás.

## Emlékezete
- Illyés Gyula, aki – szemléletes költői megfogalmazása szerint – „a világtól való csendes elvadulások idején" gyakran üldögélte át Sándor Kálmánnal együtt az éjszakát, e szavakkal jellemezte őt: „egy nagyúr közönyével nézte a jelent, a jövő volt a birtoka."[9]  Sándor Kálmán valóban hitt abban, hogy ha a Horthy-korszak lezárul, kedvezőbbre fordulhat emberi és írói sorsa.
- Arra, hogy Sándor Kálmán milyen közeli jóbarátja volt József Attilának, bizonyítékul szolgálnak Illyés Gyuláné Kozmutza Flóra visszaemlékezései.[12] A Flóra-versek ihletője ezekben leírja, hogy Sándor Kálmán hányszor adott – mai kifejezéssel élve – „csajozási tanácsokat” József Attilának, s mennyire nem helyeselte, hogy egy olyan nőre vesztegeti az idejét, akinél több hónapnyi udvarlás után még csak a csókig sem tudott eljutni.
- Az Élet és irodalom című újság beköszöntő, 1957. március 15-én napvilágot látott első számának legnagyobb visszhangot kiváltó, Üzleti siker – irodalmi szabadság – kultúrpolitika címmel megjelent cikkét Sándor Kálmán jegyezte. E cikkében Sándor Kálmán epébe mártott tollal bírálta mind a polgári demokráciák kulturális gyakorlatát, mind pedig a zsdanovi kultúrpolitikát, s pellengérre állította az 1956-os „ellenforradalom” leverése után a magyar kulturális életben előállt zűrzavaros viszonyokat.
- 2020-ban az Akadémiai Kiadó gondozásában megjelent, A felügyelt (mozgás)tér – Tanulmányok a szovjet típusú rendszer hazai történetéből című kötetben Standeisky Éva történész egy külön fejezetben, „A renitens Sándor Kálmán” alcím alatt adott elemzést arról, milyen javaslatai voltak Sándor Kálmánnak a konszolidálódni kezdő Kádár-rendszer kultúrpolitikájával kapcsolatban.[13]
- Alakja többször feltűnik a saját családjáról gyakran író Bächer Iván műveiben, mint Schön Sándor.
- Említést érdemel, hogy az Ezredvég című baloldali folyóirat a 2003. januári számát születésének századik évfordulóján Sándor Kálmán emlékének szentelte.[14]

Az Ezredvégnek ebben az emlékszámában bő válogatás olvasható Sándor Kálmán novelláiból, leveleiből, publicisztikájából. Szemezgetnek továbbá korabeli kritikákból, így Németh Andornak a Tolvajok kertéről írott, a Csillag című folyóiratban 1949-ben megjelent recenziójából, valamint Bölöni Györgynek a Népszabadságban, 1958-ban publikált bírálatából, amely Sándor Kálmán: Szégyenfa című regényét elemzi.
Az Ezredvég Sándor Kálmán-emlékszáma többek között tartalmazza még Imre Katalin irodalomtörténész, kritikus értő tanulmányát Sándor Kálmán helyéről a magyar prózairodalomban. Az emlékszámot gazdagítja Szerdahelyi István irodalomtörténésznek egy Sándor Kálmánnal kapcsolatos anekdotát közlő humoros írása is.

## Művei
- Ártatlanok; Kosmos, Bp., 1935
- Kórház az őserdőben. Egy orvostanhallgató története; Hungária Ny., Bp., 1941
- Sereghy Kálmán: Hiba!; Literária, Bp., 1942 (Világvárosi Regények)
- Sereghy Kálmán: Végzet contra dr. Uszódy; Literária, Bp., 1942 (Világvárosi Regények)
- Seregi Károly: Ellopott miniszterelnök; Szikra, Bp., 1947 (Forintos regény)
- A neandervölgyi főkönyvelő (novellák, Bp., 1947)
- A legsoványabb tehén esztendeje (regény, Bp., 1948)
- Tolvajok kertje (regény, Bp., 1949)
- Idegen szavak marxista magyarázatokkal; szerk. Sándor Kálmán; 2. bőv. kiad.; Szikra, Bp., 1949
- Szégyenfa (regény, Bp., 1951)
- A harag napja (dráma, bemutatója a Vígszínházban, pontosabban: akkori nevén a Magyar Néphadsereg Színházában, 1952., film is készült belőle 1953-ban Várkonyi Zoltán rendezésében, olyan színészóriásokkal a főszerepben, mint Bessenyei Ferenc, Benkő Gyula, Soós Imre és Komlós Juci)
- Senki városa (dráma, Bp., 1955)
- Széplányok sisakban (novellák, Bp., 1957)
- Slarkó József nyugalmazott mintaasztalos különös története (1959)
- Díszes esküvő (novellák, Bp., 1961)
- Éjszaka Európában. Válogatott elbeszélések; Szépirodalmi, Bp., 1965
- A sírásó és a bába. Elbeszélések; vál., szöveggond., utószó Simor András; Szépirodalmi, Bp., 1983
- Sikkasztók tánca; szerk. Simor András; Táncsics Gimnázium, Bp., 2004 (Táncsics-sorozat)